# Bürgerschaftswahl in Hamburg 2004
- SPD: 41
- GAL: 17
- CDU: 63

- Regierung: 63
- Opposition: 58

Bei der Wahl zur Hamburger Bürgerschaft (18. Wahlperiode) am 29. Februar 2004 verzeichnete die bis dahin mit der Partei Rechtsstaatlicher Offensive und der FDP regierende CDU einen (bundesweit einmaligen) Stimmenzuwachs von 21 Prozentpunkten und konnte unter Amtsinhaber Ole von Beust eine Alleinregierung bilden. Ihr Wahlergebnis war zugleich das bis dato beste in Hamburg. Die SPD mit Spitzenkandidat Thomas Mirow erhielt sechs Prozentpunkte weniger als zuvor; es war ihr schlechtestes Ergebnis bei Bürgerschaftswahlen seit Kriegsende.
Vorausgegangen war ein Koalitionsbruch zwischen den seit 2001 regierenden bürgerlichen Parteien. Die Partei Rechtsstaatlicher Offensive, angetreten ohne ihr Aushängeschild Ronald Schill und ohne Kurzbezeichnung, stürzte von 19,4 auf 0,4 % ab, womit sie fast ihre gesamte Wählerschaft einbüßte. Die Partei Pro DM, der Schill sich angeschlossen hatte und deren Spitzenkandidat er war, erzielte mit 3,1 % einen Achtungserfolg.

## Ausgangssituation
| Partei    | Stimmanteil | Sitze |
| --------- | ----------- | ----- |
| SPD       | 36,5 %      | 46    |
| CDU       | 26,2 %      | 33    |
| Schill    | 19,4 %      | 25    |
| Grüne/GAL | 8,5 %       | 11    |
| FDP       | 5,1 %       | 6     |
| Sonstige  | 4,3 %       |       |

## Endergebnis 2004
| Partei | Stimmen | Stimmanteil | Sitze |
| --- | ------- | ----------- | ----- |
| CDU | 389.170 | 47,2 %      | 63    |
| SPD | 251.441 | 30,5 %      | 41    |
| Grüne/GAL | 101.227 | 12,3 %      | 17    |
| Pro DM/Schill | 25.763  | 3,1 %       | -     |
| FDP | 23.373  | 2,8 %       | -     |
| Regenbogen | 9.200   | 1,1 %       | -     |
| Graue | 8.878   | 1,1 %       | -     |
| OLIVIA-JONES.DE | 4.439   | 0,5 %       | -     |
| Partei Rechtsstaatlicher Offensive (2001: Schill) Trat zu dieser Wahl ohne Kürzel an                                          | 3.046   | 0,4 %       | -     |
| NPD | 2.434   | 0,3 %       | -     |
| PBC | 1.571   | 0,2 %       | -     |
| Frauen | 1.563   | 0,2 %       | -     |
| ödp | 658     | 0,1 %       | -     |
| BürgerBund | 463     | 0,1 %       | -     |
| SOSwasserturm.de | 456     | 0,1 %       | -     |
| Mustafa | 446     | 0,1 %       | -     |
| Wahlbeteiligung: 68,7 % Wahlberechtigte: 1.214.935 Wähler: 834.656 gültige Stimmen: 824.128 ungültige Stimmen: 10.528 = 1,3 % |         |             |       |

Bei der Bürgerschaftswahl erreichte die CDU die absolute Mehrheit der Mandate. Die Landesregierung bestand aus einer CDU-Alleinregierung unter Führung von Bürgermeister Ole von Beust.

## Demographie
Der jüngste Parlamentarier war Manuel Sarrazin (GAL) mit 24 Jahren. Die vier ältesten Mitglieder der Bürgerschaft waren neugewählte Parlamentarier, die also erstmals in dieser Wahlperiode ein Mandat wahrnahmen (alle CDU). Der älteste Abgeordnete war Dietrich Hoth mit 79 Jahren (Stand 20. Februar 2007).
|                    | CDU-Fraktion | SPD-Fraktion | GAL-Fraktion |
| ------------------ | ------------ | ------------ | ------------ |
| Durchschnittsalter | 49 Jahre     | 51 Jahre     | 41 Jahre     |
| Frauenanteil       | 24 %         | 44 %         | 53 %         |
| Erstmals gewählt   | 32           | 7            | 8            |

## Hauptthemen während der 18. Wahlperiode
Hauptthemen in der Hamburgischen Bürgerschaft waren in dieser Wahlperiode der Verkauf des „Landesbetrieb Krankenhäuser“ (LBK), der Ausbau der HafenCity und die Errichtung der Elbphilharmonie.

## Untersuchungsausschüsse
- Parlamentarischer Untersuchungsausschuss (PUA) „Geschlossene Unterbringung Feuerbergstraße“

Der Untersuchungsgegenstand war die „Arbeit der Einrichtung für die geschlossene Unterbringung Minderjähriger in der Feuerbergstraße“. Den Vorsitz führte Manfred Jäger (CDU)
- Parlamentarischer Untersuchungsausschuss (PUA) Informationsweitergabe

Der Untersuchungsgegenstand war die „Überprüfung der Weitergabe von vertraulichen Dokumenten des PUA 'Geschlossene Unterbringung Feuerbergstraße' insbesondere durch PUA-Mitarbeiter, Abgeordnete, Abgeordneten- oder Fraktionsmitarbeiter an den Senat (einschließlich Behörden und Landesbetriebe) und des weiteren Umgangs hiermit im Senat und den Fachbehörden und Landesbetrieben.“ Den Vorsitz führte Wolfgang Marx (SPD). Die letzte Sitzung des PUA fand am 27. Juni 2007 statt. Es gab keinen gemeinsamen Abschlussbericht der drei beteiligten Parteien (CDU, SPD, GAL).